# Calibrachoa missionica
Calibrachoa missionica là loài thực vật có hoa trong họ Cà. Loài này được Stehmann & Semir mô tả khoa học đầu tiên năm 2005.